# Jessé
Pour les articles homonymes, voir Jessé (homonymie).
יִשַׁי
Compléments
Contemporain du roi Saül et du prophète Samuel
Jessé, Isaï (Segond) ou Ishaï (Chouraqui) (hébreu יִשַׁי , Išaï, Ishay, Yishay) est, selon la Bible, le père de David devenu roi d'Israël et des Israélites, lequel est d'ailleurs désigné en plusieurs endroits sous le simple nom de « ben Išaï » ou « ben Ishay », c'est-à-dire « fils de Jessé ».
Le père du roi David et, selon le christianisme, l'ancêtre de Jésus-Christ, figure dans diverses représentations de l'art chrétien, particulièrement à travers l'Arbre de Jessé.

## Nom
Ishay, Yshaï (יִשָׁי – Yīšāy) signifie en hébreu « Roi » ou « don, cadeau de Dieu ».
La forme longue du nom d'Ishaï (אִישַׁי) apparaît une fois dans la Bible, dans le Livre des Chroniques ; il peut s'agir en soi d’une abréviation du nom théophore Ishiyahu (אישיהו) ou Ishiya (אישיה) (Ish-Yah, איש-יה), qui n’apparaît pas dans la Bible. Une autre hypothèse indique que le nom Yishaï serait une forme abrégée de Yeshia (ישיה) (Yesh-Yah, יש-יה) signifiant « Dieu existe ».

## Ishay (Jessé) dans la Bible hébraïque
Ishay (Jessé) est le fils d'Obed ( ישי בן-עובד, Yishay ben Oved), lui-même fils de Boaz et de Ruth la Moabite,,. Ishay est également surnommé « le Bethléemite » (I Sam. XVI. 1, 18 ; XVII. 58) et « l'Ephrathite de Bethléem » (ib. XVII. 12), en écho à son lieu de naissance.
Il habite Bethléem en Judée où il fait paître un grand troupeau de brebis ou moutons. Il a huit fils dont sept sont nommés dans le livre des Chroniques : Eliav, Avinadav, Chamma, Nethanel, Raddaï, Ozem et David, ainsi que deux filles, Tserouyah (en) et Abigaïl.

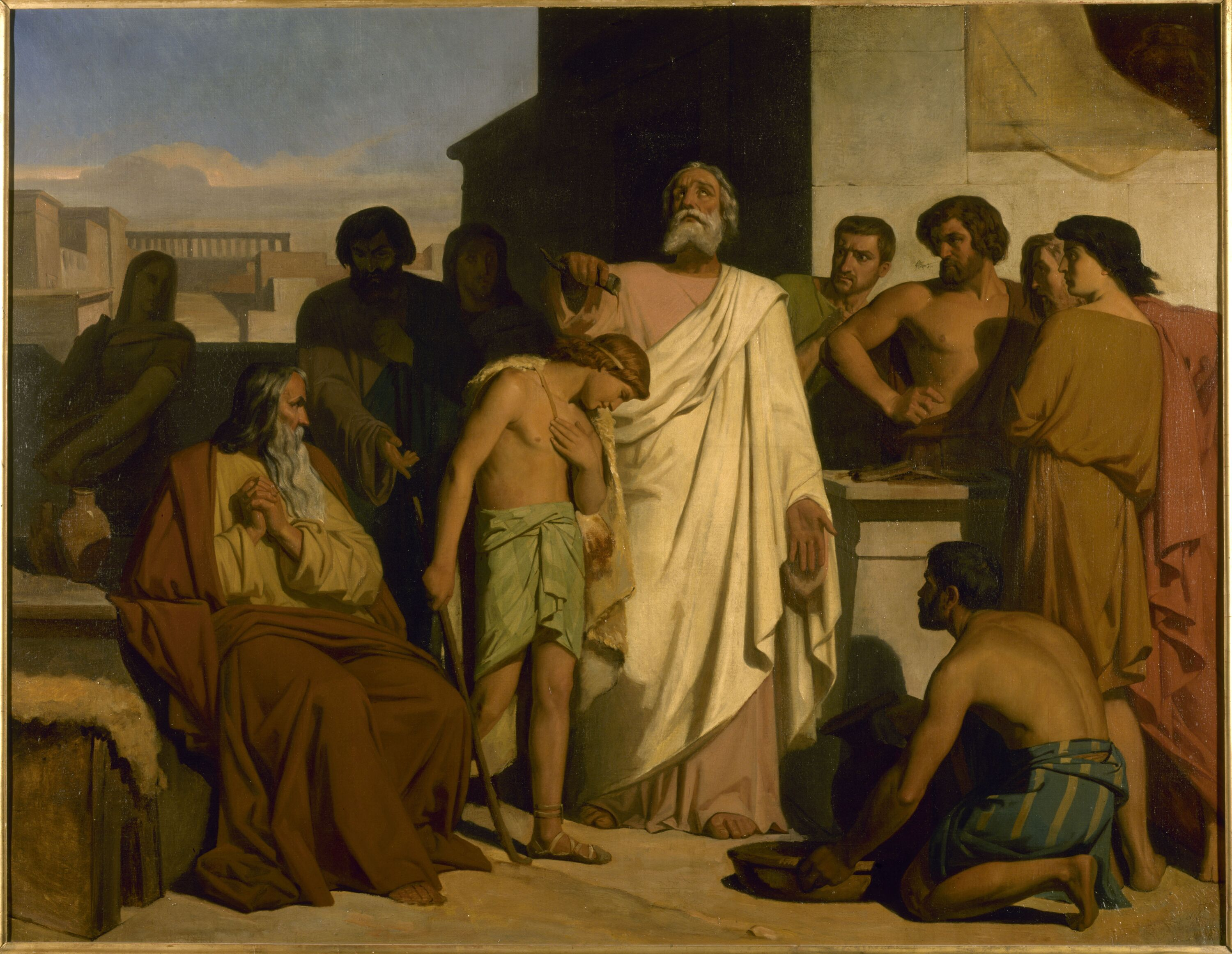
L'onction de David par Samuel par F.-J. Barrias (1842) - Musée des Beaux-Arts de la ville de Paris.

Ishay (Jessé) est invité par le prophète Samuel à partager la chair de la brebis dont il a fait offrande à Dieu. Les fils d'Ishay défilent devant le prophète jusqu'à ce que celui-ci désigne et consacre le plus jeune d'entre eux, David, comme élu de Dieu. Dans le détail du Livre de Samuel, il est raconté qu'un jour, Samuel vient à Bethléem, envoyé par Dieu, pour oindre le prochain roi d'Israël mais s'y rend officiellement pour offrir un sacrifice à Dieu. Il utilise cette excuse parce qu'il craint que le roi Saül ne le tue s'il soupçonne la véritable raison de sa venue à Bethléem. Samuel offre le sacrifice d'une brebis avec Ishaï (Jessé), puis se rend dans sa maison où il le sanctifie, lui et sa famille. Le prophète demande ensuite au maître de la maisonnée de lui présenter ses fils. Lorsque Samuel voit Eliav, le fils aîné de la famille, il est impressionné par sa stature et convaincu qu'il doit être le roi oint de Dieu. Cependant, Dieu dit à Samuel : « Ne considère ni son apparence ni sa haute taille, car je l'ai rejeté. L'Éternel ne regarde pas à ce que l'homme regarde. L'homme regarde à ce qui frappe les yeux, mais l'Éternel regarde au cœur » (1 Samuel 16:7). Lorsque Ishaï (Jessé) présente son deuxième fils, Abinadab, Dieu dit à Samuel : « L’Éternel n’a pas choisi celui-ci non plus » (1 Samuel 16:8). Cela se reproduit avec son troisième fils, Shamma, puis avec ses quatrième, cinquième, sixième et septième fils. Finalement, Samuel demande à Ishaï (Jessé) s’il a d’autres fils et celui-ci lui répond que David, le plus jeune, garde le troupeau. Le prophète demande alors qu’on le fasse venir de chez lui. Samuel attend et quand le jeune berger arrive, Dieu demande au prophète d’oindre David comme roi d'Israël (1 Samuel 16:13).
Peu après, le roi Saül, souffrant de dépression et de mélancolie, demande à Ishay (Jessé) de lui confier son fils David pour qu'il joue de la lyre, car il avait entendu dire que son jeune fils y jouait très bien. Ishay (Jessé) envoie son fils avec des cadeaux pour le roi. Le roi est tant impressionné par le jeu de harpe de David qu'il demande à Ishay (Jessé) de garder son fils à sa cour pour jouer pour lui chaque fois qu'il serait déprimé.
Quelque temps plus tard, Ishay (Jessé), comptant parmi les hommes les plus âgés de son temps, envoie son jeune fils porter des provisions et des cadeaux à ses trois frères aînés enrôlés dans les campagnes du roi Saül contre les Philistins ; c'est à cette occasion que David accomplit son premier fait d'armes, en tuant le champion des Philistins, Goliath.
Des années plus tard, David s'enfuit dans le désert pour échapper à Saül qui cherche à le tuer afin que son trône ne lui soit pas retiré et qu'il reste au pouvoir. Ishay rend visite à son fils réfugié dans la caverne d'Adullam (actuellement sur la Ligne verte). Puis, inquiet pour leur sécurité, David se rend à Mizpah (en actuelle Jordanie) pour confier son père Ishay et sa mère à la protection du roi de Moab, le temps que sa fortune s'améliore,
Ishay (Jessé) n'a probablement pas vu son fils David accéder au trône d'Israël.
Bien que David soit le seul porteur de son nom, il est spécifié dans le texte saint à plusieurs reprises par l'ajout « fils de Jessé » (2 Sam 23:1, etc.) et parfois, son prénom est complètement omis en faveur de la seule désignation de son père sous la forme ben Ishay, « le fils d'Ishay » (1 Sam 20:27 par exemple.).

Les mentions bibliques ultérieures du nom d'Ishay (Jessé) sont toujours associées à son fils David. C'est en cette qualité qu'Ishay apparaît dans les prophéties d'Isaïe annonçant la venue du Messie: 
« Or, un rameau sortira de la souche d'Ishay (Jessé), un rejeton poussera de ses racines… En ce jour-là, il y aura un rejeton d'Ishay (Jessé) qui se dressera comme la bannière des peuples ; les nations se tourneront vers lui, et sa résidence sera entourée de gloire ».
Le nom d'Ishay est mentionné au total 42 fois dans la Bible hébraïque : Ruth 4:17.22 (3×), 1 Sam 16:1–22 (13×), 1 Sam 17:12–58 , 1 Sam 20:27–31 (3×) , 1 Sam  22:7–13 ( 4×), 1 Sam 25:10 , 2 Sam 20:1, 2 Sam 23:1, 1 Rois 12:16, 1 Chr 2:12 f (2x), 1 Chr 10:14, 1 Chr 12:19, 1 Chr  29:26, 2 Chr 10:16, 2 Chr 11:18 , Ps 72:20, Isa 11:1-10 (2x).

## Ishay (Jessé) dans la tradition rabbinique

### Qualités
Selon la tradition juive, Ishay (Jessé) enseignait la Torah aux foules. Son épouse serait Nitzevet fille d'Adael,.
Il aurait été une personne particulièrement vertueuse, l'un des quatre, avec Benjamin, Amram et Kilav, à n'être pas morts à cause de leurs fautes, mais à l'instigation du Nahaš (le serpent qui a tenté Ève). En effet, dans le cas d'Ishay, il est écrit : « Avigaïl fille de Nahaš, sœur de Zerouya, » alors qu'il est dit ailleurs qu'elle et Zerouya sont les filles d'Ishay ; les Sages en déduisent que l'expression « fille de Nahaš » signifie « fille de celui qui mourut à l'instigation du serpent. » 
Les traditions rabbiniques désignent Ishay comme l'un des quatre anciens Israélites qui sont morts sans péché, les trois autres étant Benjamin, Kileab (appelé aussi Daniel) et Amram. Ishay est, par ailleurs, avec Samuel, Saül, Ezéchias (selon d'autres, Sédécias), Elie, Amos, Sophonie et le Messie, l'un des huit « princes de l'humanité » qui garderont aux temps messianiques la terre d'Israël de toute invasion hostile, avec les « sept bergers » (Adam, Seth, Mathusalem, Abraham, Jacob, Moïse et David).
Dans la liturgie juive, son fils David est souvent désigné par l'expression « fils d'Ishay (Jessé) de Betlehem ».
Selon Rachi, dans 2 Samuel 8:2, Ishay est tué par les hommes de Moab, avec sa femme et certains de ses enfants.

### Tombe

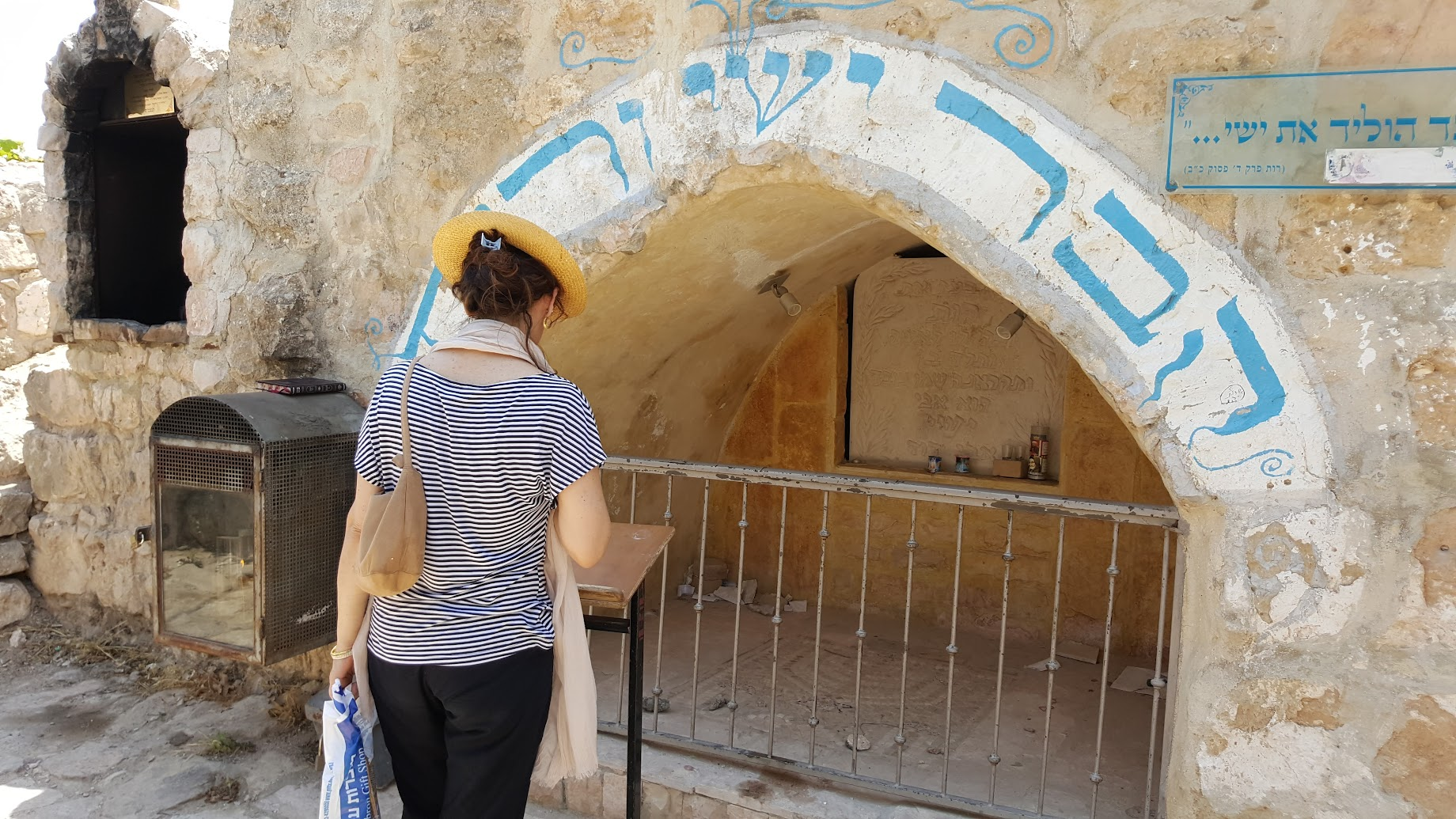
Tombe mausolée d'Ichay (Jessé) et de Ruth (sa grand-mère) sur les hauteurs d'Hebron.

Selon la tradition, Ishay (Jessé) est enterré à Hébron, en terre d'Israël (actuellement en Cisjordanie) où sa modeste tombe est honorée par les Juifs locaux.
Il s'agit d'une ancienne structure en pierre située au sommet d'une colline à Hébron, qui sert aujourd'hui de synagogue. Le site rénové en 2009 reçoit de nombreux visiteurs chaque année, en particulier lors de la fête juive de Shavouot, lorsque le Livre de Ruth est lu.  
En 1537, le livre intitulé Yihus HaAvos V'Neviim (Lignée du patriarche et des prophètes) décrit le tombeau comme « un beau bâtiment sur la montagne, où Yishaï, le père du roi David, est enterré ». Il comprend un dessin du site et mentionne un « ancien cimetière israélite » à proximité et une cour croisée. Le rabbin Moshé Basola (1480-1560) écrit dans son journal de voyage que le site abrite une grotte qui relie le tombeau de Machpela, une affirmation postulée par de nombreuses personnes au fil des ans.

## Jessé dans le christianisme

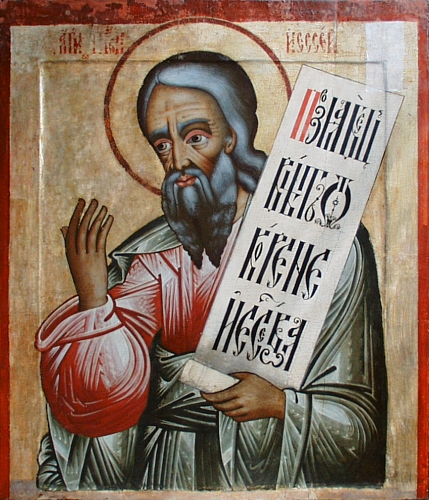
Icône orthodoxe représentant Jessé (Ессей, Ишай), monastère de Kizhi en Carélie russe (début).

La Vulgate rend le nom hébreu d'Ishay comme Isai ou Iesse en latin, dont est dérivée la forme mineure Jesse. Dans la Septante, le nom est Ἰεσσαί Iessaí en grec.
Les prophéties d'Isaïe ayant été comprises par les chrétiens comme s'appliquant à Jésus de Nazareth, l'expression « racine de Jessé » est devenu un surnom de Marie de Nazareth, et l'« arbre de Jessé » une métaphore du lignage terrestre de Jésus, ainsi que d'Isaïe.
Jessé est important dans le christianisme, en partie parce qu'il figure dans l'Ancien Testament et assied la généalogie de Jésus. Son nom est mentionné au total 5 fois dans le Nouveau Testament.
Dans la tradition chrétienne, l’expression « branche issue de la racine de Jessé » ou « fleur issue de la racine de Jessé » apparaît pour la première fois chez le théologien Tertullien (v. 150-220), .

### Représentation

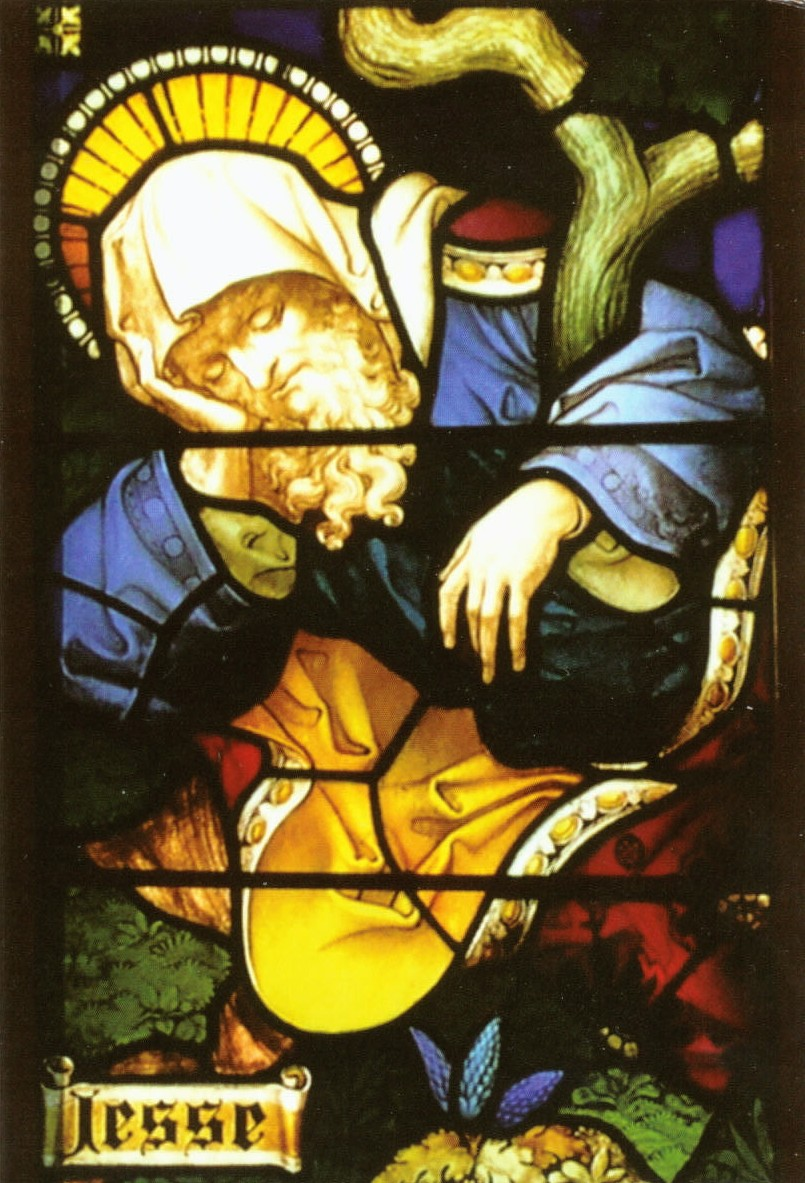
Détail de vitrail montrant Jessé endormi, église All Saints, Hove, Sussex (Grande-Bretagne).

À partir du XIe siècle, le motif de l'Arbre de Jessé se propage dans l'art religieux, et apparaît dans des enluminures, des fresques, des vitraux, des sculptures, etc.
Jessé est habituellement représenté courbé, avec un arbre éclosant de son corps, les branches portant les ancêtres de Jésus et les prophètes, Jésus lui-même apparaissant au sommet. Le nombre de personnages illustrés dépend de la place disponible, ceux-ci étant par exemple plus nombreux sur sept vitraux que sur trois. Dans les manuscrits illustrés les plus anciens, Jessé et Jésus n'apparaissent pas toujours.
La première utilisation du thème de l'arbre de Jessé dans une verrière est réalisée par Suger à l'abbatiale de Saint-Denis. Les verrières de l'Enfance du Christ, de la Passion et de l'Arbre de Jessé constituaient l'ensemble des verrières consacrées à l'Incarnation du verbe divin en Jésus-Christ, Dieu le Fils devenu homme, né de la Vierge Marie. À la basilique de Saint-Denis, ces verrières étaient situées au chevet. L'abbé Suger désignait la verrière de l'Arbre de Jesse par Stirps Jesse, utilisant les deux premiers mots de l'hymne de répons composé par Fulbert de Chartres pour la fête de la Vierge. Dans la cathédrale de Chartres, ces trois verrières se trouvent sur la façade occidentale, sous la rose du Jugement dernier.
Au XXe siècle, l'arbre de Jessé figure dans l'iconographie des vitraux, comme témoigne la série des Prophètes réalisée par Sergio de Castro pour la Collégiale de Romont (Suisse) entre 1978 et 1981.

Galerie
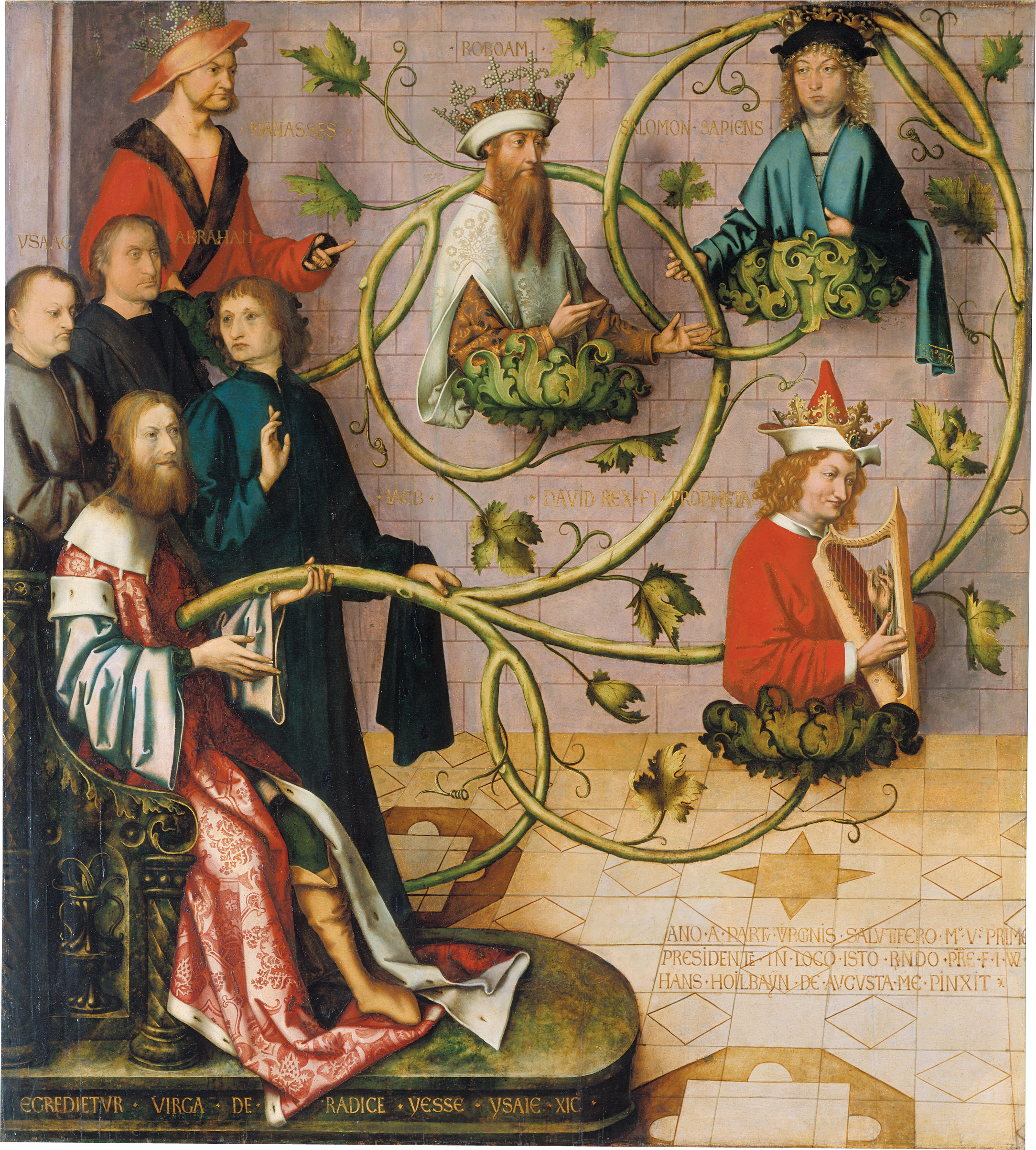
Arbre de Jessé par Hans Holbein l'Ancien (1501).
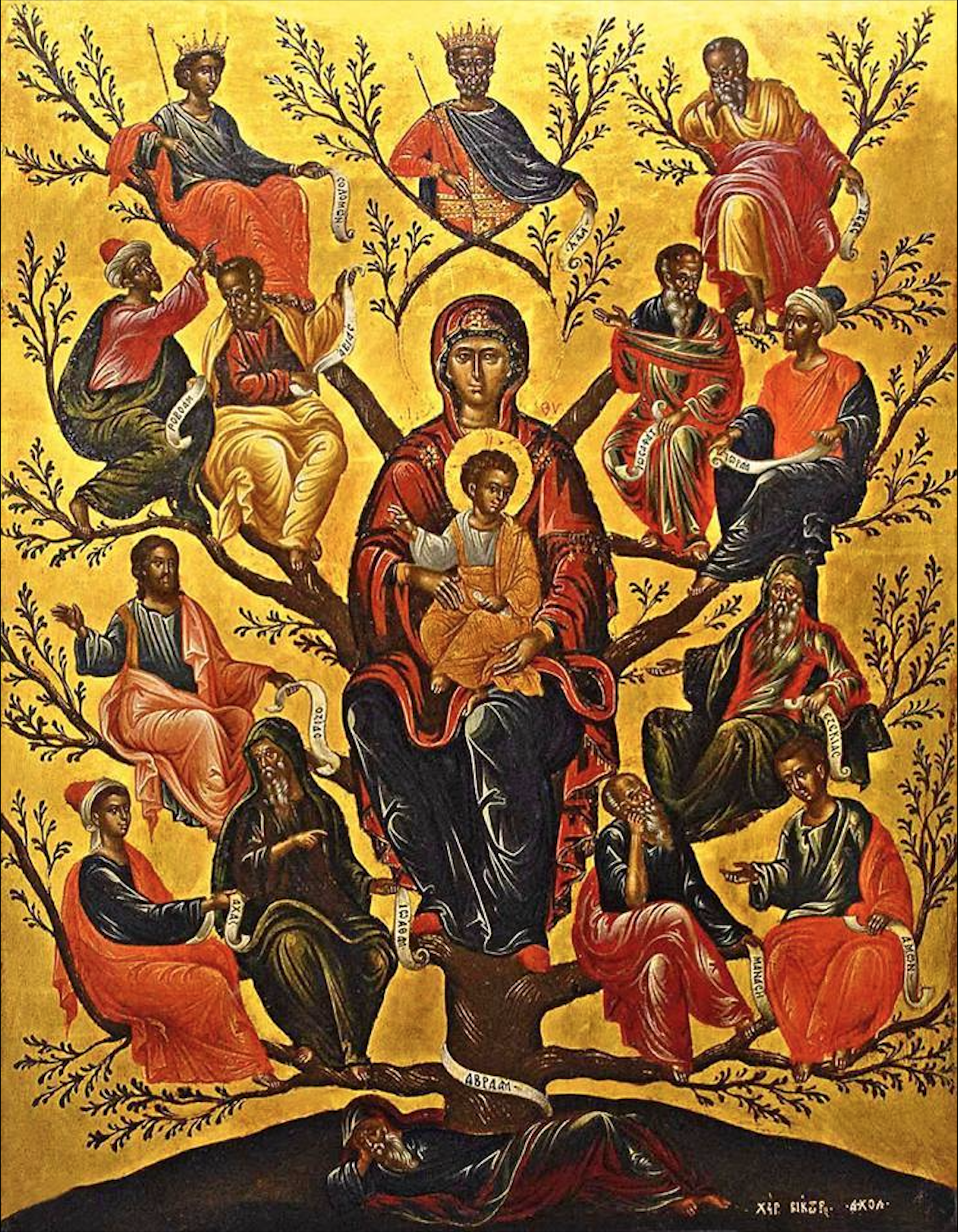
Arbre de Jessé par Victor le Crétois (XVIIe).
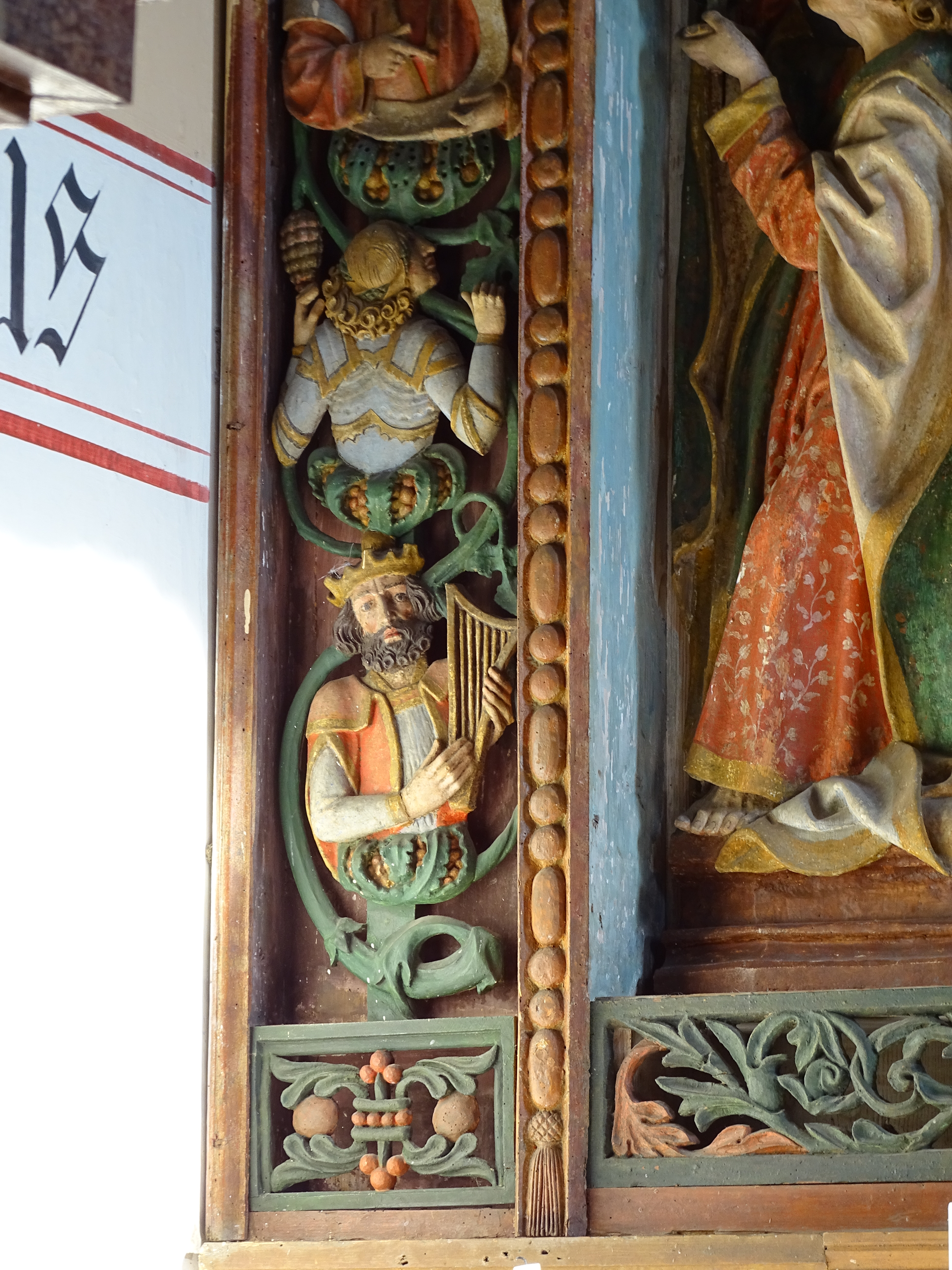
Détail de l'arbre de Jessé où apparaît en bas le roi David jouant de la harpe, église filiale de Kleinsöding (Autriche).
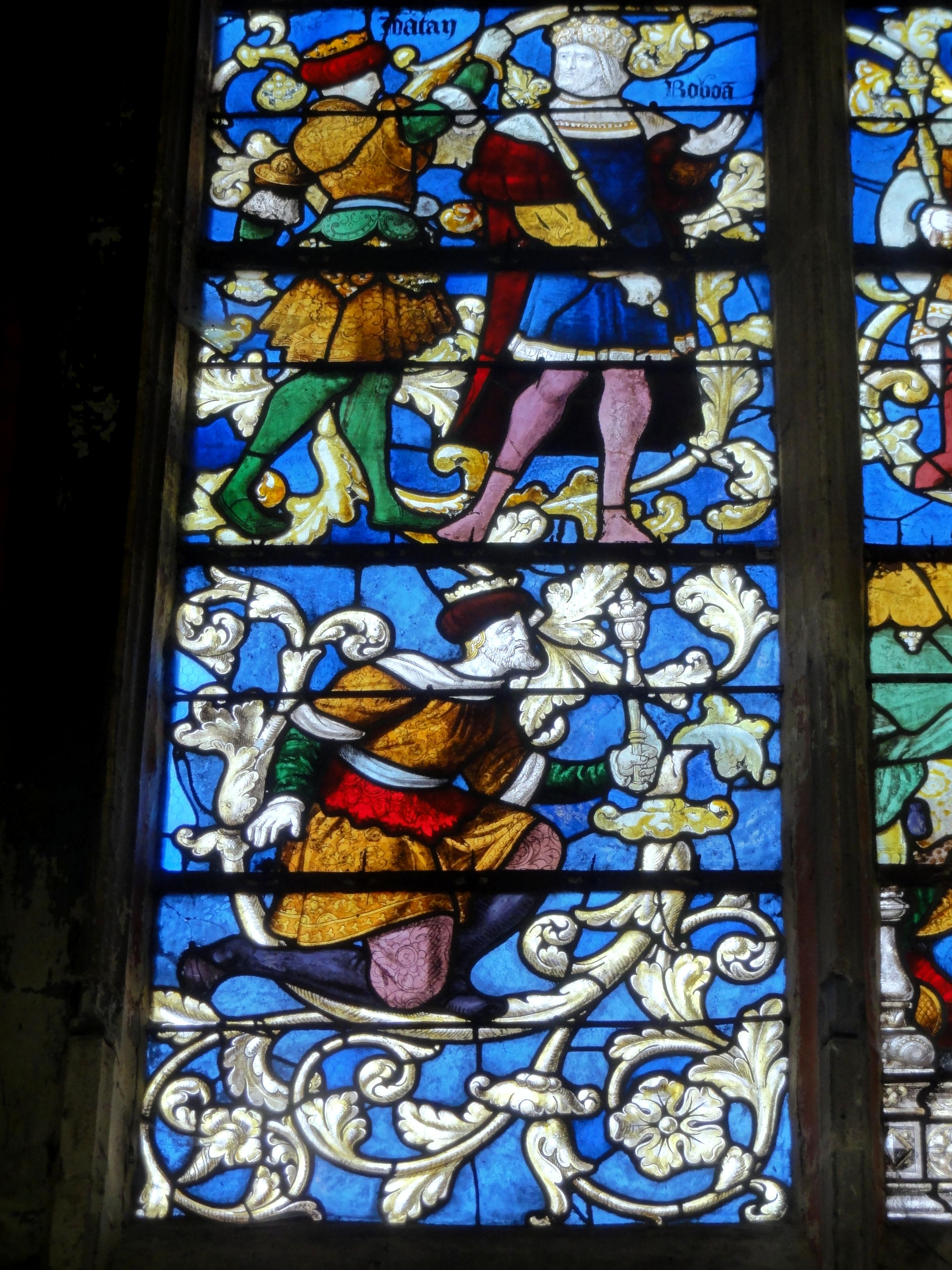
Détail du vitrail de l'église Saint-Samson de Clermont.
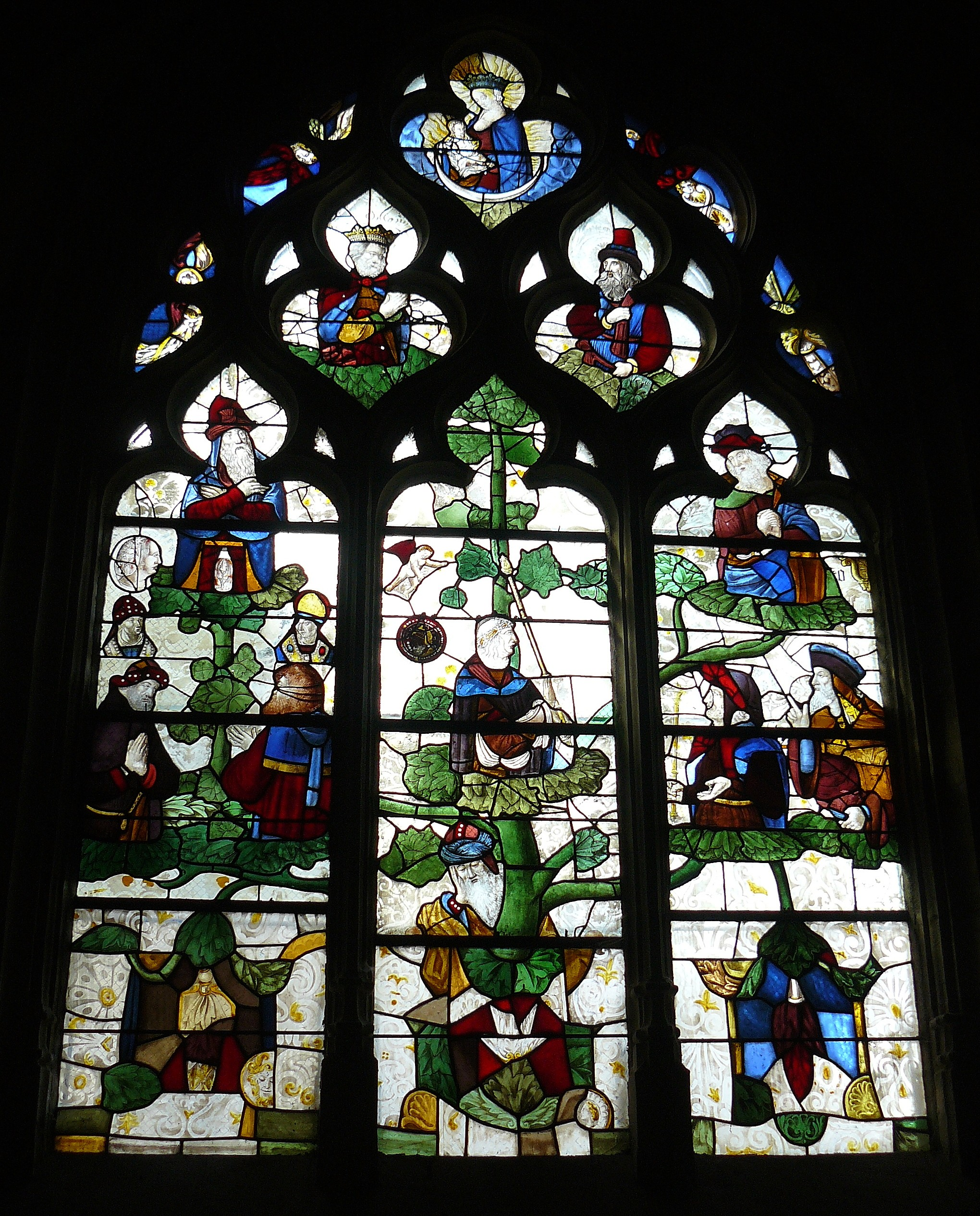
Vitrail du XVIe siècle à Saint-Saulge (Nièvre).
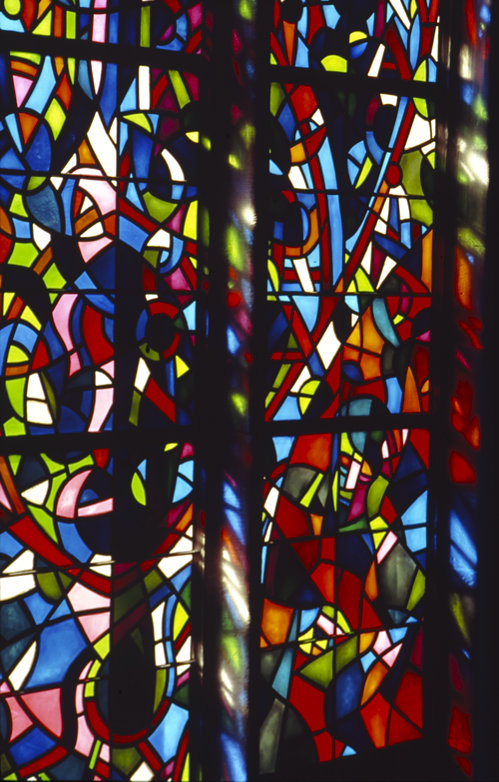
Vitrail de l'arbre de Jessé par Sergio de Castro.

## Prophéties
Le nom de Ishaï/Jessé est mentionné dans la Bible hébraïque et l’Ancien Testament, et en particulier dans les passages du livre d’Isaïe, chapitre 11, versets 1 à 3 :
« 1. Un rejeton sortira du tronc d'Ishaï/Jessé, et un rejeton naîtra de ses racines. 2. L'Esprit de l'Éternel reposera sur lui: Esprit de sagesse et d'intelligence, Esprit de conseil et de force, Esprit de connaissance et de crainte de l'Éternel. 3. Son plaisir sera dans la crainte de l'Éternel. Il ne jugera pas d'après ce que voient ses yeux, ni ne prononcera d'après ce que ses oreilles entendent... »
Puis au verset 10 :
« En ce jour-là, le rejeton d'Ishaï/Jessé sera comme une bannière pour les peuples ; les nations le rechercheront, et ses demeures seront glorieuses. »
Ce sont deux des versets considérés par les Juifs comme annonciateurs du Messie dans le judaïsme mais également par les chrétiens comme des prophéties de l'avènement de Jésus, qu'ils considèrent comme le Christ (« Messie ») et le Messie (« Oint, Sauveur »).
Ces deux prophéties sont aussi considérées par les Bahá'ís comme faisant référence à Bahá'u'lláh, fondateur iranien de leur religion, qui aurait lui aussi surgi de « la souche de Jessé »,.  
Ces prophéties sont également considérées par le mouvement chrétien des Saints des derniers jours (mormonisme) comme concernant la venue de la Racine de Jessé, un étendard qui détient des clés spéciales de la prêtrise et au rassemblement du « peuple du Seigneur ».